# Тапінома кінбурнська
Тапінома кінбурнська (Tapinoma kinburni) — вид комах з родини Formicidae.

## Морфологічні ознаки
Невеликі (до 2,5 мм) чорні мурашки з досить м'якими покривами. Робітниці і самиці легко відрізняються від інших видів роду фауни України дуже слабким, широким заглибленням посередині нижнього краю кліпеусу, а самці — будовою геніталій.

## Поширення
Один з 63 видів космополітного роду, в Палеарктиці 20 видів, в Україні — 3. Реліктовий європейський степовий вид, відомий з Нижньодніпровської піщаної арени (Херсонська та Миколаївська області), Донецького кряжу (поблизу м. Святогорськ, Донецька область);  вважається ендеміком України.

## Особливості біології
Мешкає на піщаних та вапнякових степових ділянках з розрідженою рослинністю. Гнізда, часто дуже складної будови, споруджують в землі. Виходи з них у вигляді невеличких (діаметром 2–4 мм) отворів, оточених валиком з винесеного на поверхню ґрунту. Живляться дрібними членистоногими та їхніми рештками. Термофільний вид, робітниці фуражують у світлий час доби, припиняючи активність лише в найжаркіші післяполудневі години, коли температура поверхні ґрунту досягає 40–45оС. Літ статевих особин — у червні.

## Загрози та охорона
При випасі худоби чисельність різко знижується (в десятки разів), а при розорюванні степових ділянок вид зникає.
Рекомендований до охорони в Чорноморському БЗ та у НПП «Святі Гори».